# Provincia de Nueva Vizcaya
Nueva Vizcaya (tagalo: Bagong Biskaya; inglés: New Viscaya) es una provincia de Filipinas, perteneciente a la región de Valle del Cagayán.
La provincia de Nueva Vizcaya, tiene como cabecera a Bayombong, situada a 268 kilómetros al norte de Manila. 
Tiene una superficie de 437,880 hectáreas distribuida entre quince municipios con 275 barangays. Debido a sus características topográficas, menos de 20 por ciento de la tierra se usa para la agricultura.

## Clima
La provincia tiene un clima relativamente fresco. La temperatura mínima registrada en Bayombong es de 12 grados Celsius y la máxima de 25 grados Celsius. Los meses más fríos son diciembre y enero y los más templados abril y mayo. 
Suele llover entre mayo y octubre. La estación seca abarca los meses de noviembre a febrero. 

## Población
La provincia de Nueva Vizcaya está compuesta de quince municipios con Bayombong como capital. Solano y Bambang son los centros comerciales mientras que Kayapa, debido a su clima muy fresco, es considerado su capital de verano. 
La provincia consiste en un distrito del congreso con dos sectores, el Norte y el Sur. El Sector Norte comprende siete municipios a saber Ambaguio, Bagabag, Bayombong (capital), Diadi, Quezón, Solano y Villaverde. El Sector Sur tiene por otro lado ocho municipios: Alfonso Castañeda, Aritao, Bambang, Dupax del Norte, Dupax del Sur, Kasibu, Kayapa y Santa Fe. 
La población de la provincia es de 334,965 personas según censo de 1995. El 56% de la población se dedica a la agricultura. Hay un 20 por ciento de desempleados.
Políticamente se divide en 15 municipios y ninguna ciudad. Cuenta con 275 barangays. 
Consta de un único distrito para las elecciones al Congreso.
| Ciudad/Municipio       | N.º de Barangays | Población (2010) | Área (km²) | Código   |
| ---------------------- | ---------------- | ---------------- | ---------- | -------- |
| Ambaguio               | 8                | 13.452           | 156.26     | 02501000 |
| Aritao, antes Ajanas   | 22               | 37.115           | 265.60     | 02502000 |
| Bagabag                | 17               | 35.462           | 183.90     | 02503000 |
| Bambang                | 25               | 47.657           | 345.00     | 02504000 |
| Bayombong              | 25               | 57.416           | 136.00     | 02505000 |
| Diadi                  | 19               | 16.484           | 181.20     | 02506000 |
| Dupax del Norte        | 15               | 25.697           | 347.30     | 02507000 |
| Dupax del Sur          | 19               | 18.146           | 374.70     | 02508000 |
| Kasibu                 | 30               | 33.379           | 318.80     | 02509000 |
| Kayapa                 | 30               | 21.453           | 482.90     | 02510000 |
| Quezón                 | 12               | 19.385           | 187.50     | 02511000 |
| Santa Fé, antes Imugan | 12               | 14.427           | 399.81     | 02512000 |
| Solano, antes Lumabang | 16               | 56.134           | 139.80     | 02513000 |
| Villaverde             | 9                | 17.720           | 81.50      | 02514000 |
| Alfonso Castañeda      | 6                | 7.428            | 375.40     | 02515000 |

## Historia
La provincia se creó como una provincia político-militar separada en tiempos del Gobernador español, Luis Lardizabal a través de un Decreto Real por el Rey de España el 10 de abril de 1841.
Se trataba entonces de uno de los Gobiernos político militares de la isla de Luzón. Confinaba al norte con La Isabela,  al este y al sur con el Distrito de El Príncipe, al sur con Nueva Ecija y al oeste con Benguet y Pangasinán. Era su capital Bayombong.
Habitada por los Igorotes, Ifugaos, Ilongotes, y Alaguetes (Aetas o Negritos). Las tribus salvajes llevaron una vida nómada y sobrevivían recorriendo la zona desértica de la Cordillera, las regiones de Ilongote y la Sierra Madre.
Estas tribus fueron objeto de expediciones religiosas dirigidas por los dominicos y los misioneros agustinos. España administró la provincia a través de las misiones de Ituy y Paniqui. La misión de Ituy que cubría la parte sur estaba principalmente habitada por el Isinays mientras la misión de Paniqui que cubría la parte norte por el Gaddangs. 
El año 1877 tenía una extensión de 40.650 hectáreas y estaba habitada por 32,209 humanos distribuidos en 8 pueblos: Bayombong (capital con 2,897 almas), Bambang, Dupax, Aritao, Solano, Bagabag, Diadi e Ibung y 3 rancherías: Silipan, Ibuag y Lagavia, sin contar las tribus alzadas que pueden clasificarse como sigue:
- Los igorotes de raza Silipan que habitan en los montes del norte y cuyo número se eleva aproximadamente a 6000.
- Los tinguianes en el noroeste cuyo número se calcula en 16.000, distribuidos en 80 rancherías.
- Los isinag (Isinays) situados al oeste y al sur divididos en 12 o 14 rancherías que componen un total aproximado de 2000 almas.[4]

A finales del siglo XIX la provincia de Nueva Vizcaya comprendía la Comandancia de Cayapa.
Debido a los recursos naturales ricos, Nueva Vizcaya atrajo a corrientes migratorias de otras partes del país. Ilocanos, Tagalos, Pangasinenses, Pampangos, Ibanas, Ibontocs y Batangueños. Otros incluso vinieron de lugares tan lejanos como las islas Bisayas y de Mindanao.